# Dominique Girard
Pour les articles homonymes, voir Girard.
Dominique Girard, né le 10 octobre 1829 à Montluel et mort dans la même commune le 4 avril 1911 , est un architecte français.

## Biographie
Dominique Girard étudie à l'école des beaux-arts de Lyon puis à l'école des beaux-arts de Paris, atelier Questel.

## Réalisations
Il réalise les travaux d'architecture suivants :
- agrandissement de l'église de Bressolles ;
- restauration de l'église Saint-Étienne de Montluel ;
- restauration de l'église de Dagneux ;
- nef et bas-côtés de l'église de Pizay ;
- tribune et buffet d'orgues, maître-autel, autel de Saint-Joseph et fonts baptismaux de l'église de Notre-Dame de Montluel ;
- autel du Sacré-cœur et table de communion, confessionnaux et cadres du chemin de croix, fonts baptismaux et Piété, maître-autel, rampe de la chaire à prêcher et stalles monumentales de l'église de Coligny ;
- églises de Béligneux, Thil, Ramasse, Hostias ;
- chapelle de la Visitation de Montluel ;
- façade et clocher de l'église de Niévroz ;
- restauration de l'église de Saint-Rambert-sur-Loire.

## Distinction
Il devient membre la société académique d'architecture de Lyon en 1872.